# Rudolph Bauer
Rudolph Bauer (* 28. April 1939 in Amberg, Oberpfalz) ist ein deutscher Sozialwissenschaftler, Publizist und Bildender Künstler. Von 1972 bis 2002 war er Professor für Sozialpädagogik mit dem Schwerpunkt Wohlfahrtspolitik und Soziale Dienstleistungen an der Universität Bremen.

## Leben
Nach dem Abitur 1959 am Humanistischen Gymnasium in Amberg studierte Bauer – mit Unterbrechungen, unter anderen durch ein Volontariat bei der  Amberger und der  Sulzbach-Rosenberger Zeitung – an den Universitäten in München, Erlangen, Frankfurt am Main und Konstanz. Neben Germanistik (bei Hans Schwerte in Erlangen) belegte er Soziologie (bei Georg Weippert, Erlangen, sowie bei Theodor W. Adorno, Jürgen Habermas und Claus Offe in Frankfurt am Main), Philosophie (bei Wilhelm Kamlah, Paul Lorenzen, Kuno Lorenz und Jürgen Mittelstraß) sowie Politikwissenschaft. Im letztgenannten Fach wurde er 1967 bei Waldemar Besson und Wolf-Dieter Narr mit einer Arbeit über den Kulturpolitischen Ausschuss des Deutschen Bundestages in den Jahren 1949 bis 1965 promoviert.
Als Student war er Mitglied im Bundesverband Deutsch-Israelischer Studiengruppen (BDIS) und kurzzeitig dessen Vorsitzender, arbeitete als Redakteur der Frankfurter Studentenzeitung Diskus und engagiert sich beim Sozialistischen Deutschen Studentenbund (SDS) in Frankfurt am Main und Konstanz. Von April 1969 bis April 1970 war er Mitglied der Basisgruppe „März“ und einer der Verantwortlichen der Sozialistischen Correspondenz - INFO (SC-Info).
Stationen seiner beruflichen Laufbahn waren die Studiengruppe für Systemforschung in Heidelberg und Bonn, das Paritätische Bildungswerk in Frankfurt am Main, ein Forschungsauftrag der Stadt Offenbach am Main zur Erstellung eines Sozialen Entwicklungsplans für den Stadtteil Marioth (heute Lohwald). 1970 wurde er als Vertretungsprofessor auf den Gießener Lehrstuhl des Interessenverbände-Forschers Heinz Josef Varain (1925–2011) berufen.
1972 wurde er an die neu gegründete „Reformuniversität“ Bremen berufen. In den Anfangsjahren beteiligte er sich bei der Konzipierung des (in dieser Form neuen) Studiengangs Sozialpädagogik. Ferner war er in einer Reihe fächerübergreifender sozialwissenschaftlicher Projekte aktiv. Hochschulpolitisch wirkte er in der Gründungszeit in zentralen Gremien der Universität mit (so im Konvent und im Akademischen Senat). In Bremen war er Mitgründer der Ortsgruppe der Gesellschaft für Deutsch-Chinesische Freundschaft (GDCF), in deren Bundesvorstand er gewählt wurde. 1979/80 war er beurlaubt und arbeitete als ausländischer Experte bei der Vorbereitung des Deutsch-Chinesischen Lexikons am Fremdsprachen-Institut Nr. 1 in Peking (heute Fremdsprachenuniversität Peking). 1983 veröffentlichte er den Karikaturenband China lacht.
In den 1980er und 1990er Jahren war Bauer während mehrerer Wahlperioden Fachbereichssprecher (Dekan). Zusammen mit Jürgen Blandow und Manfred Max Wambach gründete er das 'Institut für Lokale Sozialpolitik und Nonprofit-Organisationen', dessen Sprecher (Direktor) er war.
1991 war er parteiloser Spitzenkandidat der Partei Die Grauen für die Wahlen zur Bremer Bürgerschaft, die jedoch mit 1,7 % an der 5-%-Hürde scheiterte.

## Wissenschaftliche Arbeitsschwerpunkte
In seiner Tätigkeit als Lehrender und Forscher positionierte sich Bauer in drei Themengebieten: Erstens auf dem Feld der Soziologie gesellschaftlicher Minderheiten und der Methoden der so genannten „Randgruppenarbeit“; zweitens in der Analyse von historischen, aktuellen und vergleichenden Fragen der Sozial- und Wohlfahrtspolitik im lokalen, gesamtstaatlichen und europäischen Kontext und drittens auf dem Gebiet der Analyse Sozialer Bewegungen beziehungsweise ihrer Institutionalisierung in Form von intermediären Organisationen. Hierbei galt sein Interesse vor allem den Wohlfahrtsverbänden und in allgemeiner Hinsicht dem „Dritten Sektor“ sowie unterschiedlichen Handlungsansätzen im Bereich der Selbstorganisation.
Im Rahmen seiner Arbeit zu gesellschaftlichen Randgruppen und den Fragen der darauf gerichteten Politik und Hilfemaßnahmen thematisierte er die Situation von Wohnungs- und Obdachlosen, worüber er 1987 zusammen mit einer Autorengruppe eine Denkschrift und Materialien zum UNO-Jahr für Menschen in Wohnungsnot veröffentlichte, von Sinti und Roma, von Heimzöglingen sowie von Behinderten, alten Menschen, Migranten, Strafgefangenen und -entlassenen.
Im Bereich der Freien Wohlfahrtspflege veröffentlichte er 1978 die erste Monografie über Wohlfahrtsverbände in der Bundesrepublik. Zur Thematisierung dieses speziellen Forschungsfeldes an der Schnittstelle von Soziologie, Politikwissenschaft und Sozialarbeit sowie Sozialpädagogik trug er als Organisator von wissenschaftlichen Tagungen bei sowie als Autor und Herausgeber von Aufsatzsammlungen. 1990 wurde er als deutsches Mitglied in das Editorial Board von Voluntas: International Journal of Voluntary and Non-Profit Organisations berufen.
Seit dem 23. Deutschen Soziologentag 1986 in Hamburg war Bauer Initiator der Ad-hoc-Gruppe Soziologie der Wohlfahrtsverbände. 1989 erfolgte die Berufung als Senior Fellow in Philanthropy an das Institute for Policy Studies.
Bauers Verständnis der Wohlfahrts- und Sozialpolitik ist nicht eingeschränkt auf die klassische Soziale Sicherungs- und Sozialhilfepolitik, sondern umfasst ebenso die Gesundheits-, die (Aus-)Bildungs-, Arbeitsmarkt-, Strafrechts-, Familien- und Wohnungspolitik. Auf diesen Gebieten galt sein Erkenntnisinteresse vor allem der lokalen Ebene (Kommune, Gemeinde) sowie Fragen der Gemeinwesenarbeit und des Community Organizing. Ein Teil seiner zum Thema Lokale Sozialpolitik veröffentlichten Beiträge verdankt sich der Kooperation mit Rolf-Richard Grauhan.
Anfang der 1990er Jahre gab Bauer ein dreibändiges Lexikon des Sozial- und Gesundheitswesens (München und Wien 1992) heraus. Das Handwörterbuch umfasst fachterminologische Erläuterungen, Kurzbiografien bedeutender Persönlichkeiten und Angaben über Organisationen und Institutionen, all dies mit aktuellem Bezug und die jeweiligen geschichtlichen Hintergründe mit einbeziehend.
Gemeinsam mit Hans Pfaffenberger (Trier) und Franz Hamburger (Mainz) fungierte Bauer als Herausgeber der Reihe Sozialpädagogik / Sozialarbeit im Sozialstaat. Der in Zusammenarbeit mit Sigrid Betzelt verfasste Forschungsbericht Nonprofit-Organisationen als Arbeitgeber (2000) und die Monographie Personenbezogene Soziale Dienstleistungen (2001) sind Beispiele für seine interdisziplinäre Sichtweise. Seit 2006 befasst er sich in einer Reihe von Aufsatz-Veröffentlichungen mit dem Medienkonzern Bertelsmann AG und der Bertelsmann Stiftung. Seit 2014 publiziert er vor allem zu Fragen der Militarisierung sowie der Antikriegs- und Friedensbewegung. Seine jüngsten Veröffentlichungen befassen sich mit der Geschichte und Kultur Chinas sowie mit interdisziplinären Fragestellungen der Politik, Ökonomie und Soziologie im Zeichen der Corona-Pandemie, ihrer Entstehung und Folgen.
Anlässlich seines 75. Geburtstages wurde Rudolph Bauer eine Festschrift überreicht und eine Bestandsaufnahme zur Sozialen Dienstleistungspolitik gewidmet.
Ab April 2023 war Bauer kurzzeitig Mitherausgeber der Publikation „Demokratischer Widerstand“, in welcher aufgrund der Grundrechtseinschränkungen während der Corona-Pandemie von einer „Corona-Diktatur“ die Rede ist. Als Kunstschaffender hat Bauer seit 2023 u. a. in der Edition Kunst des pad-Verlags Broschüren mit politischen Bildmontagen veröffentlicht, die sich mit zeitgeschichtlichen Themen (Covid-19, Ukraine, Gaza) befassen. Aufgrund von Anzeigen hat sich der Künstler vor den Amtsgerichten in Bremen und Stuttgart (dort wegen einer Beleidigungsklage von Karl Lauterbach) zu verantworten.

## Kontroverse
In einer 2013 in der Jungen Welt veröffentlichten Rezension des Buches Wer rettet Israel – ein Staat am Scheideweg von Arn Strohmeyer schrieb Bauer über den Nahostkonflikt u. a. von einer „kolonialistische[n] und nationalistische[n] Landnahme“ Israels und „Einsperrung, Vertreibung und Tötungen aller Art“. Er verglich die besondere Verantwortung deutscher Politik für Israels Sicherheit, die, so Bauer, „allein auf Gewalt, Töten und Waffen“ beruhe, in einer rhetorischen Frage mit den „Wannsee-Beschlüssen“, die „erst jetzt vollständig grausame Wirklichkeit“ würden, und beschrieb „Herrenmenschenzüge“ beim „militante[n] Judaismus der zionistischen Bewegung“. Der Antisemitismusforscher Samuel Salzborn warf Bauer daraufhin vor, dass in seinen Einlassungen „eindeutig ein antisemitisches Ressentiment“ stecke.

## Veröffentlichungen

### Monografien
- Kritisches Wörterbuch des Bunten Totalitarismus. Heft 4: T bis Z. pad Verlag, Bergkamen 2025. ISBN 978-3-88515-376-4
- Kritisches Wörterbuch des Bunten Totalitarismus. Heft 3:O bis S. pad Verlag, Bergkamen 2025. ISBN 978-3-88515-374-0
- Kritisches Wörterbuch des Bunten Totalitarismus. Heft 2: I bis N. pad Verlag, Bergkamen 2024. ISBN 978-3-88515-370-2
- Kritisches Wörterbuch des Bunten Totalitarismus. Heft 1: A bis H. pad Verlag, Bergkamen 2024. ISBN 978-3-88515-366-5
- The Estrangers. Artificial Intelligence, Biotechnology and Nanotechnology From the Perspective of Karl Marx (English Translation: Milena Rampoldi). The Glocal Workshop / ProMosaik LAPH / Berlin 2022, ISBN 978-3-7565-3493-7.
- Maskierter Totalitarismus. Biopolitik, Big Pharma. High Tech und Big Money // Totalitarismo mascherato. Biopolitica, Big Pharma, High Tech e Big Momey (Übersetzung: Milena Rampoldi). Promosaik LAPH / Berlin: ProMosaik 2021, ISBN 978-3-7549-2642-0.
- The Great Reset - Der große Rückfall. Hygienegemeinschaft, Softtotalitarismus und Überwachungskapitalismus. Initiative für evidenzbasierte Coronainformationen (ICI) & pad Verlag, Bergkamen 2021, ISBN 978-3-88515-335-1.
- La ragione in quarantena. Saggi sulla politica del "Coronavirus". Promosaik LAPH. Epubli, Berlin 2021, ISBN 978-3-7541-0305-0.
- Vernunft in Quarantäne. Der Lockdown als Ziviliationsbruch und Politikversagen. pad-Verlag, Bergkamen 2021, ISBN 978-3-88515-326-9.
- China, die Welt und wir. Zum Verständnis der chinesischen Entwicklung aus der Kultur und Geschichte des Landes - im Unterschied zur BRD, Europa und dem ‘Westen‘. pad-Verlag, Bergkamen 2020, ISBN 978-3-88515-311-5.
- Nel mezzo di una guerra ... per un pacifismo radicale. Testi introdotti e tradotti da Milena Rampoldi. Berlin, Epubli 2016, ISBN 978-3-7375-9065-5.
- Wir befinden uns mitten im Krieg. Militarisierung im Digitalen Zeitalter. Bremer Friedensforum (Hrsg.), Bremen 2014, ISSN 2198-1736.
- Personenbezogene Soziale Dienstleistungen. Begriff, Qualität und Zukunft. Westdeutscher Verlag, Wiesbaden 2001, ISBN 3-531-13599-6.
- mit Sigrid Betzelt: Nonprofit-Organisationen als Arbeitgeber. Leske + Budrich, Opladen 2000, ISBN 3-8100-2912-2.
- Die liebe Not. Zur historischen Kontinuität der „Freien Wohlfahrtspflege“. Beltz, Weinheim / Basel 1984, ISBN 3-407-55628-4.
- China lacht. Zeitgenössische Karikaturen. (= Berichte des Ludwig Boltzmann Instituts für China- und Südostasienforschung. Nr. 16). Europa Verlag, Wien 1982, ISBN 3-203-50810-9.
- Obdachlos in Marioth. Von der Notunterkunft zum „modernen Asyl“. Beltz, Weinheim / Basel 1980, ISBN 3-407-55628-4.
- mit Cord Bösenberg: Heimerziehung in der DDR. Campus, Frankfurt am Main / New York 1979, ISBN 3-593-32382-6.
- Wohlfahrtsverbände in der Bundesrepublik. Materialien und Analysen zu Organisation, Programmatik und Praxis. Ein Handbuch. Beltz, Weinheim / Basel 1978, ISBN 3-407-52500-1.
- Bundestag und Kulturpolitik. Untersuchung und Darstellung der Entwicklung, Zusammensetzung und Arbeit des Kulturpolitischen Ausschusses des Bundestages 1949–1965. Inaugural-Dissertation der Philosophischen Fakultät der Friedrich-Alexander-Universität zu Erlangen-Nürnberg, veröffentlicht als Dissertationsdruck

### Herausgeberschaften
- Kriege im 21. Jahrhundert. Neue Herausforderungen der Friedensbewegung. (= Friedenspolitische Reihe. Band 1). Sonnenberg Verlag, Annweiler am Trifels 2015, ISBN 978-3-933264-77-0.
- Lexikon des Sozial- und Gesundheitswesens. 3 Bände, 2. Auflage. R. Oldenbourg, München / Wien 1996, ISBN 3-486-21227-3.
- Intermediäre Nonprofit-Organisationen in einem Neuen Europa. (= Studien zur Vergleichenden Sozialpädagogik und Internationalen Sozialarbeit. Band 7). Schäuble, Rheinfelden / Berlin 1993, ISBN 3-87718-594-0.
- Sozialpolitik in deutscher und europäischer Sicht. Rolle und Zukunft der Freien Wohlfahrtspflege zwischen EG-Binnenmarkt und Beitrittsländern. Deutscher Studien Verlag, Weinheim 1992, ISBN 3-89271-349-9.
- Intermediarität und Modernisierung. Zur Soziologie von Wohlfahrtsorganisationen. Universität Bremen, Bremen 1991, DNB 920554970.
- mit Anna-Maria Thränhardt: Verbandliche Wohlfahrtspflege im internationalen Vergleich. Westdeutscher Verlag, Opladen 1987, ISBN 3-531-11847-1.
- mit Hartmut Dießenbacher: Organisierte Nächstenliebe. Wohlfahrtsverbände und Selbsthilfe in der Krise des Sozialstaats. 2. Auflage. Westdeutscher Verlag, Opladen 1986, ISBN 3-531-11702-5.
- mit Josef Bura und Klaus Lang: Sinti in der Bundesrepublik. Beiträge zur sozialen Lage einer verfolgten Minderheit. (= Veröffentlichungen zur Situation der 'Zigeuner' in der Bundesrepublik Deutschland. Nr. 4). Universität Bremen, Bremen 1984, ISBN 3-88722-068-4.

### Lyrik und Prosa
- Von Covid-19 zu Putin-22. Neue Politische Lyrik. pad-Verlag. Bergkamen 2022, ISBN 978-3-88515-341-2.
- Zur Unzeit, gegeigt. Politische Lyrik und Bildmontagen. tredition, Hamburg 2020, ISBN 978-3-347-06297-9.
- Aus gegebenem Anlass. Gedichte und Essay. tredition, Hamburg 2019, ISBN 978-3-7469-7155-1.
- mit Richard Staab: Gemischtes Herrendoppel - von A bis Z. Eine literarische Spielwiese. Sujet, Bremen 2014, ISBN 978-3-944201-35-1.
- Flugschriftgedichte. Sujet, Bremen 2013, ISBN 978-3-944201-14-6.
- mit Inge Buck und Michael Weisser: Der Elefant! Bilder, Gedichte, Dokumente. Zum Anti-Kolonialdenkmal in Bremen. Sujet, Bremen 2010, ISBN 978-3-933995-49-0. Rezension von Rainer Beßling[21]
- Schutzschirmsprache. Politische Lyrik und Cartoons von Lothar Bührmann. Sujet, Bremen 2010, ISBN 978-3-933995-59-9.
- Lotusfrau Mondlicht. Gedichte der Liebe aus dem Alten Indien. Texte und Illustrationen. Sujet, Bremen 2010, ISBN 978-3-933995-54-4.
- tanger und anderorts. Gedichte 2002–2006. Atlantik, Bremen 2006, ISBN 3-926529-99-7.
- Ätze terra. Literarische Texte. Focus, Edition Literarischer Salon, Gießen 1989, ISBN 3-88349-380-5.
- Ittinger Vignetten. Gedichte. (= Roter Faden. 15). Ulrich Keicher, Warmbronn 1988, ISBN 3-924316-24-4.
- Widerton. Gedichte. Werner J. Röhrig, St. Ingbert 1986, ISBN 3-924555-11-7.

## Kunstausstellungen und Veröffentlichungen
- Zeitenwende rückwärts. Die Rückkehr der Ewiggestrigen. Bildmontagen. Bergkamen: pad-Verlag 2024 (Edition Kunst #6) - ISBN 978-3-88515-367-2
- Olivgrün und scholzvergesslich. Der unaufhaltsame Abstieg der Waffenbrüder. Bildmontagen. Bergkamen: pad-Verlag 2023 (Edition Kunst #5) - ISBN 978-3-88515-362-7
- Todessüchtig. Schlafwandler, Flintenweiber und andere Zivilversager. Bildmontagen. Bergkamen: pad-Verlag 2023 (Edition Kunst #4) - ISBN 978-3-88515-360-3
- Ge(n)impft. Bildmontagen. Bergkamen: pad-Verlag 2023 (Edition Kunst #3). ISBN 978-3-88515-357-3
- Charakter-Masken. Bildmontagen. Bergkamen: pad-Verlag 2023 (Edition Kunst #2) - ISBN 978-3-88515-351-8
- Anti-Maulkorb. Bildmontagen. Bergkamen: pad Verlag 2023 (Edition Kunst #1) - ISBN 978-3-88515-345-0
- Gerechtigkeit - Gemeinschaftsausstellung. Bremen, Kulturwerkstatt "westend", Waller Heerstraße, 2018
- Kunst NOW! Bremer Künstler präsentieren ihre Werke. Bremen, ARTsixty! Art of Life Galerie, Martinistraße 60. 2018
- Wann, wenn nicht JETZT! Bergisch Gladbach, Atelierhaus Galerie A24, 2017.
- commedia divina: inferno / purgatorio / paradiso. Bremen, Villa Ichon, 2017.
- Atlanten: Wo ist Elysium, die Insel der Seligen? Bremen, Bürgerhaus Gemeinschaftszentrum Obervieland, 2017.
- Rüste-Wüste. Bildmontagen gegen den Krieg. Berlin, Anti-Kriegs-Museum, 2016/17.
- Rüste-Wüste. Antimilitaristische Bildmontagen. Frankfurt am Main, Club Voltaire, 2016.
- mit Hartmut Drewes: Rüste-Wüste. Militarismuskritische Bild-Montagen. Bremen: Bremer Friedensforum 2016 - ISSN 2198-1736
- Rüste-Wüste. Militarismuskritische Collagen. Bremen, Wallsaal-Galerie der Zentralbibliothek, 2014/15[22]
- vivace con moto | bremen, atelier brandt credo, 2013.
- arbeiten auf papier | Bremen, Buch- und Kunsthandlung Leuwer am Wall, 2012.
- 36 strategeme | kürten-forsten, china-forum / t-galerie, 2011.
- the wild man | bremen, world trade center, 2010.
- 36 strategeme | bremen, atelierhof-galerie, 2010.
- eldorado '68 und andere paradiesgärtlein | bremen, atelierhof-galerie, 2007.
- tanger und anderorts | amberg, galerie „bilderbücher“, 2007.
- glimpses of auroville | auroville (indien), center guest house, 2005.
- position und poesie: kunst bezieht stellung | bremen, galerie conelius hertz, 2005.
- bauer und bauer: dead and alive | bremen, atelierhof galerie 2004.
- frühjahrsausstellung 2004 | berlin, adverta medienetage, 2004.
- tradition und gegenwart | Bremen, Galerie Afro Asiatica, im Schnoor, 2002.
- hinter-glas-bilder | bremen, galerie café grün, 2000.
- neue bilder | Ostseebad Baabe auf Rügen, Strandpavillon, 1994.
- masuren-bilder | burg rezel (polen), 1991.
- raum- und ausseninstallation im rahmen von „gezeiten III – kunst im unterweserraum“| meyenburg, gutshof lüder anton von wersebe, 1991.
- gezeiten III | schwanewede, begegnungsstätte, 1991.
- malerei auf packpapier | bremerhaven, kulturetage, 1988.
- arbeiten auf leinwand, holz und papier | helmstedt kloster st. marienberg, 1987.
- installation „die heiligen des friedens und der vereinigung“ | bremen, café grün, 1987.
- texte und bilder | göttingen, galerie apex, 1987.
- arbeiten auf leinwand und holz | bremen, kunstforum walle, 1986.
- waste news papers | bremen, focus werkstatt, 1985.
- materie - aktion – form | bremen, kunstforum walle, 1984.